# Cantó de Perpinyà-5
El cantó de Perpinyà-5 és una divisió administrativa francesa, situada a la Catalunya del Nord, al departament dels Pirineus Orientals. És el número 10 dels cantons actuals de la Catalunya del Nord.

## Composició
El cantó de Perpinyà-5 està format per una part de la ciutat de Perpinyà (capital del cantó) que aplega els barris de
- Sant Martí
- Malloles
- Catalunya
- Pascot
- Mas Bressó,

més la comuna rossellonesa de Cànoes.

## Història

### 1973 - 1982
El primer cantó de Perpinyà-5 fou creat arran del desmembrament dels cantons de Perpinyà Est i Perpinyà Oest en 1973 (decret n. 73-819 del 16 d'agost de 1973). Comprenia les comunes de Cànoes i Toluges endemés d'una part del territori del municipi de Perpinyà comprès entre, de Nord a Sud: riu Tet, carrer de la Ribera, avinguda de la Gran Bretanya (part est), cursa de Lazare Escarguel, avinguda del Liceu, avinguda de Gilbert Brutus (part oest), carrer de Paulin-Testory, carrer de Georges Rives, avinguda del General Guillaut i la carretera nacional 9.

### 1982 - 2014
El cantó de Perpinyà-5 fou dividit en dos el 1982 (decret n. 82-84 del 25 de gener de 1982):
- el nou cantó de Perpinyà-V quedava delimitat al sud i a l'oest pels límits municipals de Perpinyà, al nord pel riu Baix fins a la intersecció amb el rierol Ganganell, a l'est per l'eix de les avingudes del Liceu i de Gilbert Brutus, carrers de Paulin Testory, de J. Tixeire i del Doctor Georges Rives, avinguda del General Guillaut i d'Espanya, nova carretera d'Espanya i carretera nacional 9.
- la resta de la part perpinyanenca de l'antic cantó de Perpinyà-V esdevé el nou cantó de Perpinyà-VIII.
- les comunes de Toluges, Cànoes i Pollestres formaren el nou cantó de Toluges.

El cantó de Perpinyà-5 va rebre els nous límits en el reagrupament de 1985 (decret n. 85-149 de 31 de gener de 1985).

### 2014 - Moment actual

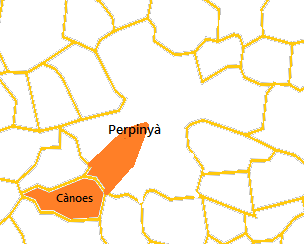
Cantó de Perpinyà 5

A les eleccions departamentals franceses de 2015 va entrar en vigor una nova redistribució cantonal, definida pel decret de 26 de febrer de 2014, en aplicació de les lleis del 17 de maig de 2013 (loi organique 2013-402 i loi 2013-403). A partir d'aquestes eleccions, els consellers departamentals són escollits per escrutini majoritari binominal mixt. Des d'aquestes eleccions els electors de cada cantó escullen dos membres de sexe diferent al consell departamental, nova denominació del consell general, i que es presenten en parella de candidats. Els consellers departamentals són escollits per sis anys en escrutini binominal majoritari a dues voltes; per l'accés a la segona volta cal un 12,5% dels vots inscrits en la primera volta. A més es renoven la totalitat de consellers departamentals. El nou sistema de votació requeria una redistribució dels cantons, i el nombre es va reduir a la meitat arrodonit a la unitat senar superior si el nombre no és sencer senar, així com unes condicions de llindar mínim. Als Pirineus Orientals el nombre de cantons va passar de 31 a 17.
El Cantó de Perpinyà 5, desè cantó de la Catalunya Nord, dels 17 existents, ha quedat, doncs, novament remodelat. Succintament, inclou la part oest i sud-oest del terme de Perpinyà, a més de la comuna de Cànoes: la part de la comuna de Perpinyà situada al sud de l'eix dels carrers i límits següents: des del límit territorial de la comuna de Pollestres, carretera del Pertús, avinguda d'Espanya, avinguda del General Guillaut, bulevard de Fèlix Mercader, avinguda de Gilbert Brutus, carrer del Lloctinent Pruneta, carrer de les Llices, carrer dels Reis de Mallorca, carrer dels Arquers, cerrer de Jean de Gazanyola, carrer dels Saücs, carrer Gran de la Moneda, plaça del Pont d'en Vestit, carrer de la Porte d'Assalt, plaça d'Aragó, plaça de Gabriel Péri, moll de Sébastien Vauban, carrer de Sully, Pont de Guerra, moll de Barcelona, carrer de Pierre Cartelet, carrer del Mariscal Foch, bulevard dels Pirineus, curs de la Bassa, fins al límit territorial de la comuna de Toluges (coincideix, així, doncs, en part, amb el sector de nucli urbà de Perpinyà inclòs en les anteriors versions d'aquest mateix cantó). Agrupa, doncs, els antics cantons de Perpinyà 5, Perpinyà 2 i Perpinyà 6 de la divisió del 1982.

## Consellers generals
| Data d'elecció | Identitat                               | Partit           | Qualitat |
| -------------- | --------------------------------------- | ---------------- | --- |
| 1973-1976      | M. Parrat                               | PS               | |
| 1976-1982      | M. Costa                                | PCF              | |
| 1982-1988      | Suzanne Lacalm                          | PS               | |
| 1988-1994      | Pierre Gaspard                          | UDF              | |
| 1994 - 2001    | Jean-Claude Kaiser                      | UDF, després RPF | ... |
| 2001 - 2008    | Jean-Luc Englebert                      | UDF, després UMP | ... |
| 2008 - 2015    | Ségolène Neuville                       | PS               | Vicepresident del consell general, després del 2008 Diputada de la tercera circumscripció dels Pirineus Orientals des del 2012 |
| 2015 - 2021    | Toussainte Calabrèse Jean-Louis Chambon | PS               | Empresària Jubilat. Batlle de Cànoes                                                                                           |